# Gephyrocharax chaparae
Gephyrocharax chaparae är en fiskart som beskrevs av Fowler, 1940. Gephyrocharax chaparae ingår i släktet Gephyrocharax och familjen Characidae. IUCN kategoriserar arten globalt som livskraftig. Inga underarter finns listade i Catalogue of Life.